# Square du Caporal-Peugeot
Le square du Caporal-Peugeot est un square du 17e arrondissement de Paris.

## Situation et accès
Il se trouve à l’angle de la rue du Caporal-Peugeot et du boulevard de la Somme, au-dessus du boulevard périphérique, non loin de la porte de Champerret. 
Ce square est relié à d'autres espaces verts séparés, situés à proximité du boulevard périphérique, entre la porte Maillot et la porte d’Asnières, par la promenade Bernard-Lafay.
Il est desservi par la ligne 3 à la station Louise Michel.

## Origine du nom
Comme la rue homonyme, il est nommé d’après le nom du caporal Jules André Peugeot (1893-1914), premier mort français de la Première Guerre mondiale.

## Bâtiments remarquables et lieux de mémoire
- La Main jaune, boîte de nuit, située sous le square (1980-2003).